# Krzysztof Grządziel
Krzysztof Grządziel (ur. 18 lutego 1954 w Zrąbcu) – polski przedsiębiorca i samorządowiec, w latach 1986–1990 I sekretarz Komitetu Miejskiego PZPR we Włocławku, założyciel firmy DGS S.A., prezes i udziałowiec firmy Guala Closures DGS Poland S.A.

## Życiorys
Ukończył zasadniczą szkołę zawodową w Radomsku, Pedagogiczną Szkołę Techniczną we Włocławku oraz studia inżynierskie na Akademii Górniczo-Hutniczej w Krakowie i studia z zarządzania na Uniwersytecie Mikołaja Kopernika w Toruniu.
W okresie PRL-u, Krzysztof Grządziel był działaczem komunistycznym w województwie włocławskim. Karierę polityczną rozpoczął w 1968 roku jako członek ZMS i etatowy pracownik we Włocławskich Zakładach Ceramiki Stołowej „Cerpol”. Od 1969 do 1972 przewodniczył kołu ZMW. W 1977 roku wstąpił do PZPR, a w 1978 do ORMO. Był też przewodniczącym zarządu zakładowego ZSMP. W latach 1981–1984 był I sekretarzem Komitetu Zakładowego Włocławskich Zakładów Ceramiki Stołowej „Cerpol”. Od 1984 roku pracował w strukturach kierowniczych KM PZPR i KW PZPR we Włocławku (m.in. jako zastępca członka i członek Komitetu Wojewódzkiego). W latach 1986–1990 pełnił funkcję I Sekretarza Komitetu Miejskiego PZPR we Włocławku. Od 1991 roku jest działaczem  partii socjaldemokratycznych i lewicowych (SdRP, SLD, LiD, SLD Lewica Razem). Od kilku kadencji jako radny zasiada w Radzie Miejskiej Włocławka.
Po rozwiązaniu PZPR i transformacji ustrojowej Krzysztof Grządziel zajął się działalnością gospodarczą. W 1990 roku założył plantację czarnej porzeczki i kapusty. W 1991 roku wspólnie z Januszem Derlakiem i Ireneuszem Sekułą stworzył spółkę DGS S.A., której głównym profilem działalności stała się produkcja metalowych nakrętek na butelki. Początkowo firma dostarczała swoje wyroby do polskich zakładów spirytusowych Polmos. Z czasem stała się ich ważnym eksporterem, a zwłaszcza na rynki krajów byłego ZSRR. Aktualnie DGS jest największym dostawcą tego typu zamknięć opakowań w Polsce i wiodącym ich wytwórcą na świecie.
W 2005 roku Krzysztof Grządziel sprzedał większość akcji DGS S.A. brytyjskiemu funduszowi inwestycyjnemu Enterprise Investors. Po kilku latach doprowadził do przejęcia DGS przez włoską spółkę Guala Closures. Jako prezes Guala Closures DGS Poland S.A. z ramienia zagranicznych wspólników zarządza założoną przez siebie firmą.
Założyciel fundacji „Samotna Mama”, pomysłodawca budowy i fundator Pałacu Bursztynowego we Włocławku, właściciel Pensjonatu Jutrzenka Medical SPA w uzdrowisku Wieniec-Zdrój.